# Mailly-Champagne
Mailly-Champagne és un municipi francès, situat al departament del Marne i a la regió del Gran Est. L'any 2007 tenia 753 habitants.

## Demografia

### Població
El 2007 la població de fet de Mailly-Champagne era de 753 persones. Hi havia 299 famílies, de les quals 70 eren unipersonals (25 homes vivint sols i 45 dones vivint soles), 86 parelles sense fills, 127 parelles amb fills i 16 famílies monoparentals amb fills.
La població ha evolucionat segons el següent gràfic:
Habitants censats

### Habitatges
El 2007 hi havia 339 habitatges, 298 eren l'habitatge principal de la família, 4 eren segones residències i 37 estaven desocupats. 320 eren cases i 16 eren apartaments. Dels 298 habitatges principals, 225 estaven ocupats pels seus propietaris, 58 estaven llogats i ocupats pels llogaters i 15 estaven cedits a títol gratuït; 5 tenien dues cambres, 26 en tenien tres, 59 en tenien quatre i 208 en tenien cinc o més. 218 habitatges disposaven pel capbaix d'una plaça de pàrquing. A 131 habitatges hi havia un automòbil i a 146 n'hi havia dos o més.

### Piràmide de població
La piràmide de població per edats i sexe el 2009 era:
| Homes | Edats   | Dones |
| ----- | ------- | ----- |
| 0     | 95 o +  | 0     |
| 0     | 90 a 94 | 0     |
| 0     | 85 a 89 | 12    |
| 0     | 80 a 84 | 0     |
| 12    | 75 a 79 | 8     |
| 8     | 70 a 74 | 20    |
| 24    | 65 a 69 | 24    |
| 12    | 60 a 64 | 24    |
| 12    | 55 a 59 | 20    |
| 24    | 50 a 54 | 24    |
| 24    | 45 a 49 | 16    |
| 12    | 40 a 44 | 24    |
| 52    | 35 a 39 | 48    |
| 16    | 30 a 34 | 24    |
| 44    | 25 a 29 | 24    |
| 24    | 20 a 24 | 16    |
| 24    | 15 a 19 | 12    |
| 16    | 10 a 14 | 16    |
| 16    | 5 a 9   | 36    |
| 16    | 0 a 4   | 20    |

## Economia
El 2007 la població en edat de treballar era de 479 persones, 389 eren actives i 90 eren inactives. De les 389 persones actives 378 estaven ocupades (198 homes i 180 dones) i 11 estaven aturades (6 homes i 5 dones). De les 90 persones inactives 35 estaven jubilades, 32 estaven estudiant i 23 estaven classificades com a «altres inactius».

### Ingressos
El 2009 a Mailly-Champagne hi havia 297 unitats fiscals que integraven 723 persones, la mediana anual d'ingressos fiscals per persona era de 25.465 €.

### Activitats econòmiques
Dels 31 establiments que hi havia el 2007, 6 eren d'empreses alimentàries, 5 d'empreses de construcció, 4 d'empreses de comerç i reparació d'automòbils, 1 d'una empresa de transport, 3 d'empreses d'hostatgeria i restauració, 4 d'empreses financeres, 1 d'una empresa immobiliària, 6 d'empreses de serveis i 1 d'una empresa classificada com a «altres activitats de serveis».
Dels 7 establiments de servei als particulars que hi havia el 2009, 1 era una oficina bancària, 4 lampisteries, 1 electricista i 1 perruqueria.
Dels 2 establiments comercials que hi havia el 2009, 1 era una botiga de menys de 120 m² i 1 una botiga de material de revestiment de parets i terra.
L'any 2000 a Mailly-Champagne hi havia 167 explotacions agrícoles que ocupaven un total de 207 hectàrees.

## Equipaments sanitaris i escolars
El 2009 hi havia 1 escola maternal i 1 escola elemental integrada dins d'un grup escolar amb les comunes properes formant una escola dispersa.

## Poblacions més properes
El següent diagrama mostra les poblacions més properes.